# Neofidelia longirostris
Neofidelia longirostris is een vliesvleugelig insect uit de familie Megachilidae. De wetenschappelijke naam van de soort is voor het eerst geldig gepubliceerd in 1970 door Rozen.